# Такасан-Мару
Такасан-Мару — транспортне судно, яке під час Другої світової війни брало участь у операціях японських збройних сил на Тихому океані.
1—23 квітня 1944-го «Такасан-Мару» здійснило рейс з Японії до острова Сайпан (Маріанські острови) у складі конвою «Хігасі-Мацу № 4» (складова частина операції «Хігасі-Мацу», спрямованої на підсилення гарнізонів Мікронезії напередодні очікуваного наступу союзників).
Станом на кінець червня 1944-го судно перебувало в Нідерландській Ост-Індії. 29 червня — 14 липня воно пройшло в конвої з Балікпапану (центр нафтовидобувної промисловості на східному узбережжі острова Борнео) до Кендарі (південно-східний півострів острова Целебес).
16 липня 1944-го судно вийшло з Кендарі, а 23 липня перебувало в протоці Тіоре біля південно-східного завершення Целебесу, де підірвалось на міні, виставленій австралійською авіацією. Є відомості, що 5 жовтня 1944-го його остаточно добили американські літаки.